# 두 번째 남편
《두 번째 남편》은 2021년 8월 9일부터 2022년 4월 5일까지 방영된 MBC 일일 드라마다.

## 기획의도
멈출 수 없는 욕망이 빚은 비극으로 억울하게 가족을 잃은 한 여인이 엇갈린 운명과 사랑 속에서 복수에 나서게 되는 과정을 그린 격정 로맨스 드라마

## 촬영지
- 한옥베이커리
- 낙산 공원

## 제작진

### 제작
- 김흥동
- 김희열

### 제작사
- MBC C&I : ( MBC 아침 일일연속극 《역류》, MBC 아침 일일연속극 《훈장 오순남》, MBC 저녁 일일연속극 《찬란한 내 인생》 등 제작 )
- 팬엔터테인먼트 : ( MBC 주말 특별기획드라마 《두 번은 없다》, KBS2 주말연속극 《월계수 양복점 신사들》등 제작 )

### 연출
- 김칠봉 : ( MBC 아침 일일연속극 《모두 다 쿵따리》(공동연출) 등 연출 )

### 극본
- 서현주 : ( KBS1 일요 청춘드라마 《사랑이 꽃피는 교실》(공동집필), KBS2 월요 청춘드라마 《사랑이 꽃피는 계절》(공동집필), KBS2 화요 청춘드라마 《스타트》(공동집필), KBS2 월화 미니시리즈 《미나》(집필), MBC 아침 일일연속극 《분홍립스틱》(집필), MBC 아침 일일연속극 《천사의 선택》(집필), MBC 저녁 일일연속극 《빛나는 로맨스》(집필), MBC 저녁 일일연속극 《최고의 연인》(집필) 등 집필 )

## 방송 시간
| 방송 채널 | 방송 기간                                                                      | 방송 시간                    | 방송 분량 |
| --------- | ------------------------------------------------------------------------------ | ---------------------------- | --------- |
| MBC TV    | 2021년 8월 9일 ~ 2022년 4월 5일 [1회~150회] (본방송)                           | 매주 평일 저녁 7:05 ~ 7:40   | 35분      |
| MBC TV    | 2021년 11월 23일 [68회] (본방송)                                               | 화요일 저녁 6:55 ~ 7:30      | 35분      |
| MBC TV    | 2022년 2월 1일 [118회] (본방송)                                                | 화요일 저녁 6:55 ~ 7:30      | 35분      |
| MBC TV    | 2022년 1월 31일 [117회] (본방송)                                               | 월요일 저녁 6:55 ~ 7:30      | 35분      |
| MBC TV    | 2022년 2월 2일 [119회] (본방송)                                                | 수요일 저녁 6:55 ~ 7:30      | 35분      |
| MBC TV    | 2022년 2월 4일 [121회] (본방송)                                                | 금요일 저녁 7:00 ~ 7:35      | 35분      |
| MBC TV    | 2022년 2월 3일 [120회] (본방송)                                                | 목요일 저녁 7:10 ~ 7:55      | 45분      |
| MBC TV    | 2021년 8월 12일 ~ 2022년 3월 31일 (본방송)                                     | 매주 목요일 저녁 7:10 ~ 7:40 | 30분      |
| MBC TV    | 2022년 3월 23일 [141회] (본방송)                                               | 수요일 저녁 7:10 ~ 7:40      | 30분      |
| MBC TV    | 2022년 3월 30일 [146회] (본방송)                                               | 수요일 저녁 7:10 ~ 7:40      | 30분      |
| MBC TV    | 2022년 2월 25일 [125회] (본방송)                                               | 금요일 저녁 6:55 ~ 7:35      | 40분      |
| MBC TV    | 2022년 3월 2일 [128회] (본방송)                                                | 수요일 저녁 7:10 ~ 7:50      | 40분      |
| MBC TV    | 2021년 8월 10일 ~ 2022년 4월 6일 [1회~117회] (재방송) / [119회~150회] (재방송) | 매주 평일 아침 8:50 ~ 9:30   | 40분      |
| MBC TV    | 2021년 8월 25일 : 재방송 결방                                                  | 매주 평일 아침 8:50 ~ 9:30   | 40분      |
| MBC TV    | 2021년 9월 20일 : 재방송 결방                                                  | 매주 평일 아침 8:50 ~ 9:30   | 40분      |
| MBC TV    | 2021년 9월 21일 : 재방송 결방                                                  | 매주 평일 아침 8:50 ~ 9:30   | 40분      |
| MBC TV    | 2021년 9월 22일 : 재방송 결방                                                  | 매주 평일 아침 8:50 ~ 9:30   | 40분      |
| MBC TV    | 2021년 10월 4일 : 재방송 결방                                                  | 매주 평일 아침 8:50 ~ 9:30   | 40분      |
| MBC TV    | 2021년 10월 18일 : 재방송 결방                                                 | 매주 평일 아침 8:50 ~ 9:30   | 40분      |
| MBC TV    | 2021년 11월 3일 : 재방송 결방                                                  | 매주 평일 아침 8:50 ~ 9:30   | 40분      |
| MBC TV    | 2021년 11월 8일 : 재방송 결방                                                  | 매주 평일 아침 8:50 ~ 9:30   | 40분      |
| MBC TV    | 2021년 11월 19일 : 재방송 결방                                                 | 매주 평일 아침 8:50 ~ 9:30   | 40분      |
| MBC TV    | 2022년 2월 2일 [118회] : 재방송 결방                                           | 매주 평일 아침 8:50 ~ 9:30   | 40분      |
| MBC TV    | 2022년 2월 7일 ~ 2022년 2월 18일 : 재방송 결방                                 | 매주 평일 아침 8:50 ~ 9:30   | 40분      |
| MBC TV    | 2022년 3월 9일 : 재방송 결방                                                   | 매주 평일 아침 8:50 ~ 9:30   | 40분      |

### 재방송 시간 추가 및 특별판 편성
| 방송 채널 | 방송 기간                                 | 방송 시간                    | 방송 분량            |
| --------- | ----------------------------------------- | ---------------------------- | -------------------- |
| MBC TV    | 2021년 8월 10일 [1회] (재방송)            | 화요일 오후 5:30 ~ 저녁 6:05 | 35분                 |
| MBC TV    | 2021년 12월 28일 [92회] (재방송)          | 화요일 오후 5:30 ~ 저녁 6:05 | 35분                 |
| MBC TV    | 2022년 1월 18일 [107회] (재방송)          | 화요일 오후 5:30 ~ 저녁 6:05 | 35분                 |
| MBC TV    | 2021년 12월 27일 [91회] (재방송)          | 월요일 오후 5:30 ~ 저녁 6:05 | 35분                 |
| MBC TV    | 2022년 1월 17일 [106회] (재방송)          | 월요일 오후 5:30 ~ 저녁 6:05 | 35분                 |
| MBC TV    | 2022년 2월 3일 [119회] (재방송)           | 목요일 오후 5:30 ~ 저녁 6:05 | 35분                 |
| MBC TV    | 2022년 2월 4일 [120회] (재방송)           | 금요일 오후 5:30 ~ 저녁 6:05 | 35분                 |
| MBC TV    | 2022년 2월 21일 [120회] (재방송)          | 월요일 아침 8:50 ~ 9:30      | 40분                 |
| MBC TV    | 2022년 2월 22일 [121회] (재방송)          | 화요일 아침 8:50 ~ 9:30      | 40분                 |
| MBC TV    | 2022년 2월 22일 [121회] (재방송)          | 화요일 오후 5:25 ~ 저녁 6:05 | 40분                 |
| MBC TV    | 2022년 2월 24일 [123회] (재방송)          | 목요일 오후 5:25 ~ 저녁 6:05 | 40분                 |
| MBC TV    | 2022년 2월 25일 [124회] (재방송)          | 금요일 오후 5:15 ~ 5:55      | 40분                 |
| MBC TV    | 2022년 3월 5일 [130회] (재방송)           | 토요일 아침 8:20 ~ 9:00      | 40분                 |
| MBC TV    | 2022년 3월 7일 [130회] (재방송)           | 월요일 오후 5:25 ~ 저녁 6:05 | 40분                 |
| MBC TV    | 2022년 3월 8일 [131회] (재방송)           | 화요일 오후 5:25 ~ 저녁 6:05 | 40분                 |
| MBC TV    | 2022년 3월 11일 [132회] (재방송)          | 금요일 아침 8:50 ~ 9:30      | 40분                 |
| MBC TV    | 2021년 8월 14일 [1~5회 몰아보기] (특별판) | 토요일 아침 8:15 ~ 9:45      | 90분(중간 광고 포함) |
| MBC TV    | 2021년 8월 16일 [1~5회 몰아보기] (특별판) | 월요일 낮 12:20 ~ 오후 1:50  | 90분(중간 광고 포함) |

### 재방송 시간 편성 변경
| 방송 채널 | 방송 기간                        | 방송 시간                    | 방송 분량 |
| --------- | -------------------------------- | ---------------------------- | --------- |
| MBC TV    | 2021년 9월 17일 [28회] (재방송)  | 금요일 오후 5:25 ~ 저녁 6:05 | 40분      |
| MBC TV    | 2021년 10월 11일 [40회] (재방송) | 월요일 오후 3:35 ~ 4:15      | 40분      |
| MBC TV    | 2022년 1월 31일 [116회] (재방송) | 월요일 아침 7:20 ~ 8:00      | 40분      |
| MBC TV    | 2022년 2월 1일 [117회] (재방송)  | 화요일 아침 7:20 ~ 8:00      | 40분      |
| MBC TV    | 2022년 2월 5일 [121회] (재방송)  | 토요일 아침 7:20 ~ 8:00      | 40분      |
| MBC TV    | 2022년 3월 3일 [128회] (재방송)  | 목요일 오전 9:15 ~ 9:55      | 40분      |
| MBC TV    | 2022년 3월 10일 [132회] (재방송) | 목요일 오후 5:35 ~ 저녁 6:15 | 40분      |
| MBC TV    | 2022년 3월 1일 [126회] (재방송)  | 화요일 오전 9:10 ~ 9:55      | 45분      |

### 몰아보기 특별 편성
| 방송 채널 | 방송 기간                      | 방송 시간               | 방송 분량 |
| --------- | ------------------------------ | ----------------------- | --------- |
| MBC TV    | 2022년 4월 6일 [몰아보기 1부]  | 수요일 저녁 7:05 ~ 7:40 | 35분      |
| MBC TV    | 2022년 4월 8일 [몰아보기 3부]  | 금요일 저녁 7:05 ~ 7:40 | 35분      |
| MBC TV    | 2022년 4월 7일 [몰아보기 2부]  | 목요일 저녁 7:10 ~ 7:40 | 30분      |
| MBC TV    | 2022년 4월 7일 [몰아보기 1부]  | 목요일 아침 8:50 ~ 9:30 | 40분      |
| MBC TV    | 2022년 4월 8일 [몰아보기 2부]  | 금요일 아침 8:50 ~ 9:30 | 40분      |
| MBC TV    | 2022년 4월 11일 [몰아보기 3부] | 월요일 아침 8:50 ~ 9:30 | 40분      |

## 등장인물
- (†) 표시는 드라마 상에서 최종적으로 사망한 인물입니다.

### 주요 인물
- 엄현경[2] : 봉선화 / 봉빛나(31세) 역 (아역 : 이효비) - 본작의 여주인공. 해란의 친딸이자 새벽의 어머니. 상혁의 전처. 재민의 연인. 재민의 아내. 제이캐피탈 상속녀. 대국그룹 이사. 죽은 만식과 해란의 친딸.
- 차서원 : 윤재민 / 배서현(29세) 역 - 본작의 남주인공. 대국과 해란의 양아들. 재경의 양오빠. 복순의 친아들. 달봉의 친손자. 서준의 친동생. 선화의 연인. 선화의 남편. 새벽/태양의 새 아버지. 대국그룹 대표이사.
- 오승아 : 윤재경 / 고재경(28세) 역 (아역 : 강지우) - 인간말종 1. 본작의 서브 여주인공이자 메인 빌런 및 중간 보스. 대국과 해란의 양딸. 재민의 양동생. 행실과 덕구의 친딸. 상혁의 전처. 수감자.
- 한기웅[3] : 문상혁(33세) 역 - 인간말종 2. 본작의 서브 남주인공. 선화와 재경의 전남편. 새벽의 아버지. 말자의 아들. 상미의 오빠. 수감자.

### 대국그룹
- 정성모 : 윤대국(63세) 역 - 인간말종 4. 본작의 진 최종 보스. 재경과 재민의 양아버지. 해란의 남편. 대국그룹 전 회장. 수감자. 친구인 만식을 물에 빠뜨려 죽인 장본인.
- 지수원 : 주해란 역 (젊은 시절: 한담희) - 대국의 아내. 재민과 재경의 양어머니. 선화(빛나)의 생모. 죽은 만식의 과거 연인. 대국그룹 복지재단 이사장. 새벽이의 외할머니.
- 강윤[4] : 김수철 역 - 인간말종 3. 윤회장 집안의 수행비서. 수감자.

### 한옥 베이커리
- 이호성 : 배달봉 역 - 복순의 시아버지. 서준과 서현, 죽은 서정의 할아버지. 한옥베이커리 사장. 선화의 시할아버지. (1회 ~ 97회, 150회)
- 김희정 : 정복순 역 - 달봉의 며느리. 서준과 서현, 죽은 서정의 어머니. 한옥베이커리 운영. 선화의 시어머니.
- 신우겸 : 배서준 역 - 복순의 아들. 달봉의 친손자. 서현의 친형. 죽은 서정의 오빠. 한옥 베이커리 운영. 선화의 시아주버님.
- 최승경 : 배칠수 역 - 복순의 시동생. 달봉의 아들. 서준과 서현, 죽은 서정의 삼촌. 선화의 시숙부.

### 상혁네
- 최지연 : 양말자 역 - 상혁과 상미의 어머니. 옥경이의 고향친구. 새벽/태양의 친할머니 치킨가게 사장. 재경과 선화의 전 시어머니.
- 천이슬 : 문상미 역 - 상혁의 여동생. 말자의 딸. 서준을 짝사랑. 재경의 전시누이. 새벽/태양의 고모.
- 정민준 : 문태양 / 문새벽 역 - 상혁과 선화의 친아들. 죽은 곱분의 증손자. 말자의 친손자. 상미의 조카. 재경의 의붓아들. 해란의 외손자. 재민의 조카이자 의붓아들.

### 그 외 인물
- 김성희 : 박행실 역 - 재경의 친모
- 이칸희 : 옥경이 역 - 말자의 고향친구, 복순의 여고동창. (1회 ~ 97회, 150회)
- 손광업 : 강인호 역 - 사업가. 옥경이의 전남편.
- 김남이 : 황금덕 역 - 선화와 지나의 교도소 동기
- 박정윤 : 조지나 역 - 선화와 금덕의 교도소 동기
- 김혜원 : 이수진 역 - 쇼호스트, 재경의 친구. 대국제과와 한옥베이커리의 1,2차 홈쇼핑 판매대결의 방송을 진행하는 쇼호스트.
- 김정화 : 최은결 역 - 재경의 사주를 받고 대국의 집에 들어온 해란의 가짜 딸, 사기 전과자. 가짜 봉빛나. (58회 ~ 63회)
- 미상 : 박 검사 역
- 미상 : 아르바이트생 역
- 미상 : 남기택 역 (~31회)
- 미상 : 의문의 남자 역
- 미상 : 길 가던 남자 역
- 미상 : 의사 역
- 미상 : 경찰 역
- 미상 : 백소장 역
- 미상 : 자동차 주인 역
- 미상 : 자동차 주인 아내 역
- 미상 : 괴한 역
- 미상 : 백소장의 어머니 역
- 미상 : 변호사 역
- 미상 : 판사 역
- 미상 : 원우 역 - 꿀벌 유치원 옷을 입은 어린아이
- 미상 : 원우의 어머니 역
- 미상 : 봉만식 역 - 선화(빛나)의 아버지, 해란의 첫번째 남편.
- 미상 : 윤재경이 고용한 사람 역
- 미상 : 홈쇼핑 PD 역
- 미상 : 언년 역
- 미상 : 홈쇼핑 관계자 역
- 미상 : 이웃 역
- 미상 : 방재팀 퇴사자 역
- 이화린 : 이화린 역 - 대국제과 기획실 대리, 4년 전, 대국제과 비상계단에서 재경의 계략으로 인해 선화가 기택을 계단 아래로 밀어서 죽였다고 거짓 진술을 하고 선화의 억울한 누명을 밝혀줄 USB 원본 영상을 받은 줄 알았으나 재경의 사주를 받고 또 다시 선화를 산업스파이로 누명씌우고 대국제과에서 해고시킨 장본인.
- 미상 : 회사 직원 역
- 미상 : 은결의 어머니 역
- 미상 : 최은석 역
- 미상 : 김도덕 형사 역
- 미상 : 룸살롱 마담 역
- 미상 : 수행원 역
- 장남열 : 김영달 역 - 봉제과 봉만식 사장의 수행비서
- 미상 : 엄춘자 역 - 해란에게 재민을 가져다준 사람.
- 미상 : 가사도우미 역
- 미상 : 이 경장 역
- 미상 : 레옹 엄마 역 - 문태양 앞집에 살던 지인
- 미상 : 박 교수 역 - 해란의 후배
- 미상 : 본부장 역
- 미상 : 브로커 역
- 미상 : 퀵 서비스 기사 역
- 미상 : 마산지구 집주인 역
- 미상 : 진짜 마산지구 집주인 역
- 미상 : 부동산 사장 역
- 미상 : 변호사 역
- 미상 : 방송 작가 역
- 미상 : 양 회장 역
- 미상 : 재경에게 돈받고 선화를 함정을 빠뜨린 남자 역 (46회)
- 안여진 : 안나 역 - 재민의 섭외를 받고 온 샤론 박 가짜 엄마 대행 알바 (74회)
- 미상 : 조셉 박 역 - 재민의 섭외를 받고 온 샤론 박 가짜 아빠 대행 알바 (74회)
- 미상 : 이 형사 역
- 미상 : 코를 골며 자는 여자 역
- 미상 : 회사 직원들 역
- 미상 : 남 비서 역
- 미상 : 서장 역
- 백재진 : 수철의 부하 역
- 옥주리 : 낭떠러지에서 떨어진 재경을 구한 노인 역
- 김동균 : 고덕구 역 - 재경의 친부.
- 미상 : 회사 임원 역
- 미상 : 금은방 주인 역
- 미상 : 우동수 역
- 미상 : 간호사 역
- 김원중 : 덩치 역

### 특별 출연
- 성병숙 : 한곱분 역 (†) - 선화의 친할머니

본명 한영자. 정이 많고 억세고 드세지만 손녀 선화에 대한 사랑만은 더없이 지극하다. 혼자 몸으로 집에서 만든 찹쌀빵을 작은 분식집이며 동네 빵집에 납품하면서 어렵게 어린 선화를 키웠다. 금쪽같이 키운 선화가 상혁과 결혼해서 알콩달콩 사는 것을 보는게 꿈이고 소원인 손녀바보. 새벽의 외증조할머니. 재경에 의해 사망. (1회 ~ 20회, 150회)
- 토니 안 : 프로듀서 역 (2회)
- 나태주 : 태권 트로트 가수 역 (3회 ~ 4회 , 7회, 26회)
- 임찬미 : 재민의 맞선녀 역 (5회)
- 이상숙 : 마리아 수녀 역 (16회, 38회, 96회, 115회)
- 금비 : 액세서리 공방의 주인 역 (39회)
- 윤형빈 : 하이키친 배달부 역 (125회)

## 시청률
아래의 파란색 숫자는 '최저 시청률'이고, 빨간색 숫자는 '최고 시청률'입니다. 시청률조사회사와 지역별로 시청률에 차이가 있을 수 있습니다. 
| 2021년  | 2021년    | 2021년         |
| 회차    | 방송일    | AGB 시청률     |
| 회차    | 방송일    | 대한민국(전국) |
| ------- | --------- | -------------- |
| 제1회   | 8월 9일   | 2.9%           |
| 제2회   | 8월 10일  | 2.8%           |
| 제3회   | 8월 11일  | 3.2%           |
| 제4회   | 8월 12일  | 4.1%           |
| 제5회   | 8월 13일  | 3.2%           |
| 제6회   | 8월 16일  | 3.7%           |
| 제7회   | 8월 17일  | 4.0%           |
| 제8회   | 8월 18일  | 4.3%           |
| 제9회   | 8월 19일  | 4.2%           |
| 제10회  | 8월 20일  | 4.2%           |
| 제11회  | 8월 23일  | 5.0%           |
| 제12회  | 8월 25일  | 4.4%           |
| 제13회  | 8월 26일  | 5.0%           |
| 제14회  | 8월 27일  | 4.7%           |
| 제15회  | 8월 30일  | 4.4%           |
| 제16회  | 8월 31일  | 4.4%           |
| 제17회  | 9월 1일   | 5.0%           |
| 제18회  | 9월 2일   | 5.3%           |
| 제19회  | 9월 3일   | 4.6%           |
| 제20회  | 9월 6일   | 4.6%           |
| 제21회  | 9월 7일   | 5.2%           |
| 제22회  | 9월 8일   | 4.5%           |
| 제23회  | 9월 9일   | 5.1%           |
| 제24회  | 9월 10일  | 4.6%           |
| 제25회  | 9월 13일  | 4.7%           |
| 제26회  | 9월 14일  | 4.9%           |
| 제27회  | 9월 15일  | 4.8%           |
| 제28회  | 9월 16일  | 5.6%           |
| 제29회  | 9월 17일  | 5.1%           |
| 제30회  | 9월 23일  | 5.7%           |
| 제31회  | 9월 24일  | 5.1%           |
| 제32회  | 9월 27일  | 5.4%           |
| 제33회  | 9월 28일  | 5.7%           |
| 제34회  | 9월 29일  | 5.3%           |
| 제35회  | 9월 30일  | 5.3%           |
| 제36회  | 10월 4일  | 6.2%           |
| 제37회  | 10월 5일  | 5.8%           |
| 제38회  | 10월 6일  | 5.1%           |
| 제39회  | 10월 7일  | 6.8%           |
| 제40회  | 10월 8일  | 5.7%           |
| 제41회  | 10월 11일 | 6.1%           |
| 제42회  | 10월 12일 | 6.2%           |
| 제43회  | 10월 13일 | 6.4%           |
| 제44회  | 10월 14일 | 6.4%           |
| 제45회  | 10월 18일 | 6.1%           |
| 제46회  | 10월 19일 | 6.2%           |
| 제47회  | 10월 20일 | 5.9%           |
| 제48회  | 10월 21일 | 6.8%           |
| 제49회  | 10월 22일 | 6.2%           |
| 제50회  | 10월 25일 | 6.3%           |
| 제51회  | 10월 26일 | 6.2%           |
| 제52회  | 10월 27일 | 6.8%           |
| 제53회  | 10월 28일 | 6.6%           |
| 제54회  | 10월 29일 | 6.6%           |
| 제55회  | 11월 1일  | 6.6%           |
| 제56회  | 11월 3일  | 5.8%           |
| 제57회  | 11월 4일  | 6.7%           |
| 제58회  | 11월 8일  | 6.9%           |
| 제59회  | 11월 9일  | 7.0%           |
| 제60회  | 11월 10일 | 6.8%           |
| 제61회  | 11월 11일 | 7.8%           |
| 제62회  | 11월 12일 | 6.9%           |
| 제63회  | 11월 15일 | 7.7%           |
| 제64회  | 11월 16일 | 7.5%           |
| 제65회  | 11월 17일 | 7.6%           |
| 제66회  | 11월 19일 | 7.0%           |
| 제67회  | 11월 22일 | 7.6%           |
| 제68회  | 11월 23일 | 6.2%           |
| 제69회  | 11월 24일 | 7.9%           |
| 제70회  | 11월 25일 | 8.5%           |
| 제71회  | 11월 26일 | 7.6%           |
| 제72회  | 11월 29일 | 7.5%           |
| 제73회  | 11월 30일 | 7.6%           |
| 제74회  | 12월 1일  | 8.0%           |
| 제75회  | 12월 2일  | 8.4%           |
| 제76회  | 12월 3일  | 7.8%           |
| 제77회  | 12월 6일  | 8.0%           |
| 제78회  | 12월 7일  | 7.7%           |
| 제79회  | 12월 8일  | 7.4%           |
| 제80회  | 12월 9일  | 8.5%           |
| 제81회  | 12월 10일 | 8.2%           |
| 제82회  | 12월 13일 | 8.9%           |
| 제83회  | 12월 14일 | 8.4%           |
| 제84회  | 12월 15일 | 7.9%           |
| 제85회  | 12월 16일 | 8.3%           |
| 제86회  | 12월 17일 | 8.2%           |
| 제87회  | 12월 20일 | 8.9%           |
| 제88회  | 12월 21일 | 8.4%           |
| 제89회  | 12월 22일 | 9.0%           |
| 제90회  | 12월 23일 | 8.6%           |
| 제91회  | 12월 24일 | 8.1%           |
| 제92회  | 12월 27일 | 8.6%           |
| 제93회  | 12월 28일 | 8.5%           |
| 제94회  | 12월 29일 | 8.6%           |
| 제95회  | 12월 30일 | 9.0%           |
| 제96회  | 12월 31일 | 8.9%           |
| 2022년  |           |                |
| 제97회  | 1월 3일   | 9.0%           |
| 제98회  | 1월 4일   | 9.6%           |
| 제99회  | 1월 5일   | 9.5%           |
| 제100회 | 1월 6일   | 10.5%          |
| 제101회 | 1월 7일   | 9.7%           |
| 제102회 | 1월 10일  | 9.3%           |
| 제103회 | 1월 11일  | 8.9%           |
| 제104회 | 1월 12일  | 8.9%           |
| 제105회 | 1월 13일  | 9.9%           |
| 제106회 | 1월 14일  | 9.2%           |
| 제107회 | 1월 17일  | 9.7%           |
| 제108회 | 1월 18일  | 9.1%           |
| 제109회 | 1월 19일  | 9.5%           |
| 제110회 | 1월 20일  | 10.3%          |
| 제111회 | 1월 21일  | 9.9%           |
| 제112회 | 1월 24일  | 9.3%           |
| 제113회 | 1월 25일  | 9.7%           |
| 제114회 | 1월 26일  | 9.6%           |
| 제115회 | 1월 27일  | 9.6%           |
| 제116회 | 1월 28일  | 9.9%           |
| 제117회 | 1월 31일  | 5.7%           |
| 제118회 | 2월 1일   | 6.6%           |
| 제119회 | 2월 2일   | 7.1%           |
| 제120회 | 2월 3일   | 10.5%          |
| 제121회 | 2월 4일   | 9.1%           |
| 제122회 | 2월 22일  | 8.7%           |
| 제123회 | 2월 23일  | 7.8%           |
| 제124회 | 2월 24일  | 8.7%           |
| 제125회 | 2월 25일  | 7.8%           |
| 제126회 | 2월 28일  | 8.0%           |
| 제127회 | 3월 1일   | 8.6%           |
| 제128회 | 3월 2일   | 8.7%           |
| 제129회 | 3월 3일   | 8.5%           |
| 제130회 | 3월 4일   | 8.2%           |
| 제131회 | 3월 7일   | 7.4%           |
| 제132회 | 3월 8일   | 8.7%           |
| 제133회 | 3월 11일  | 8.6%           |
| 제134회 | 3월 14일  | 8.5%           |
| 제135회 | 3월 15일  | 8.7%           |
| 제136회 | 3월 16일  | 9.3%           |
| 제137회 | 3월 17일  | 9.6%           |
| 제138회 | 3월 18일  | 9.1%           |
| 제139회 | 3월 21일  | 9.0%           |
| 제140회 | 3월 22일  | 9.0%           |
| 제141회 | 3월 23일  | 8.9%           |
| 제142회 | 3월 24일  | 9.5%           |
| 제143회 | 3월 25일  | 8.6%           |
| 제144회 | 3월 28일  | 8.2%           |
| 제145회 | 3월 29일  | 9.0%           |
| 제146회 | 3월 30일  | 8.6%           |
| 제147회 | 3월 31일  | 9.9%           |
| 제148회 | 4월 1일   | 8.9%           |
| 제149회 | 4월 4일   | 8.2%           |
| 제150회 | 4월 5일   | 9.0%           |

## OST
- Part.1 : 김양 - 습관처럼 (2021.08.19 발매)
- Part.2 : 김추리 - Bye Bye (2021.09.02 발매)
- Part.3 : 리즈 - 후회가 돼 (2021.09.24 발매)
- Part.4 : 차서원 - 인생 뭐 있나 (2021.10.18 발매)
- Part.5 : 차서원 - 그대가 있기에 (2021.10.28 발매)
- Part.6 : 오현란 - 보내 (2021.11.18 발매)
- Part.7 : 박현서 - My Love (2021.11.30 발매)
- Part.8 : 민민 - No Way (2021.12.06 발매)
- Part.9 : izi (오진성) - 한 사람 (2021.12.09 발매)
- Part.10 : 혜지 - Goodbye Lonely (2021.12.16 발매)
- Part.11 : 한림 - 미래 (2022.01.06 발매)
- Part.12 : 차서원 - 샤랄라 (2022.03.30 발매)
- Part.13 : 차서원 - 너 땜에 장가를 못가 (2022.04.08 발매)

## 결방 사유 및 연장
- 2021년 8월 24일 : MBC 뉴스데스크 편성으로 인한 결방과 2020 도쿄패럴림픽 개회식 중계방송으로 인한 결방.
- 2021년 9월 20일 ~ 2021년 9월 22일 : MBC 뉴스데스크 편성으로 인한 결방.
- 2021년 10월 1일 : 금토드라마 검은 태양 재방송 편성으로 인한 결방.
- 2021년 10월 15일 : MBC 뉴스데스크 편성으로 인한 결방.
- 2021년 11월 2일 : MBC 스포츠 2021년 KBO 리그 와일드카드 결정전 2차전 키움 히어로즈 VS 두산 베어스 중계방송으로 인한 결방.
- 2021년 11월 5일 : MBC 스포츠 2021년 KBO 리그 준플레이오프 2차전 LG 트윈스 VS 두산 베어스 중계방송으로 인한 결방.
- 2021년 11월 18일 : MBC 스포츠 2021년 한국시리즈 4차전 KT 위즈 VS 두산 베어스 중계방송으로 인한 결방.
- 2022년 2월 7일 ~ 2022년 2월 18일 : 2022 베이징 올림픽 중계방송으로 인한 결방.
- 2022년 2월 21일 : 특집 선택 2022 미리보는 대선토론, 승자는》 편성으로 인한 결방.
- 2022년 3월 9일 : 2022 대통령 선거 개표중계방송 편성으로 인한 결방.
- 2022년 3월 10일 : 특집 MBC 뉴스데스크 편성으로 인한 결방.
- 두 번째 남편 방송 분량이 120부작에서 30회 연장되어 150부작으로 변경 및 확정되었다.
  - 결방 개수: 22개

## 수상 및 후보
| 연도 | 시상식       | 부문                              | 수상자 | 결과 |
| ---- | ------------ | --------------------------------- | ------ | ---- |
| 2021 | MBC 연기대상 | 일일연속극 부문 남자 최우수연기상 | 차서원 | 수상 |
| 2021 | MBC 연기대상 | 일일연속극 부문 여자 최우수연기상 | 엄현경 | 수상 |

## 참고 사항
- 2022년 4월 6일부터 2022년 4월 8일은 그동안 방송됐던 《두 번째 남편》의 모든 횟차를 복습하는 몰아보기 형식의 스페셜 방송을 했다.
- 《모두 다 쿵따리》의 공동연출을 맡았던 김칠봉 PD가 첫 단독 연출을 맡게 된 작품이자 같이 공동연출을 맡았던 김흥동 PD가 제작에 참여하는 작품이다.
- 《분홍 립스틱》, 《천사의 선택》, 《빛나는 로맨스》, 《최고의 연인》 등 MBC 장편 드라마를 주로 집필했던 서현주 작가의 5년 3개월 만의 복귀작이다.
- 당초 2021년 7월 5일 방송 예정이었지만, 2020 도쿄올림픽 폐막식 이후인 2021년 8월 9일에 첫방송하였다.
- 엄현경은 KBS 2TV 일일 드라마 《비밀의 남자》 이후 6개월 만에 드라마에 출연하며, 《엄마의 정원》 이후 6년 11개월 만에 MBC 일일 드라마에 출연한다. 또한, MBC 주말 특별기획 《숨바꼭질》 이후 2년 9개월 만에 MBC 드라마에 출연한다.
- 당초 윤재경 역에는 서은우가 캐스팅되었으나 개인 일정상 하차하였고, 해당 역은 오승아가 대신 맡게 되었다.
- 오승아는 《나쁜 사랑》 이후 약 1년 2개월 만에 MBC 일일 드라마에 복귀하며, 세 번째로 MBC 일일 드라마의 악역을 맡는다.
- 한기웅은 KBS 2TV 일일 드라마 《끝까지 사랑》 이후 2년 8개월 만에 두 번째로 일일극에 출연한다. 《끝까지 사랑》에서는 조연으로 출연했지만, 본작에서는 서브 남자 주인공으로 출연한다.
- 정성모는 김칠봉 PD의 데뷔작이었던 《모두 다 쿵따리》에서 극 중 회장인 서우선 역의 비서 역할로 출연한 인연으로 김칠봉 PD와 다시 한 번 의기투합하게 되었다.
- 김희정은 KBS 2TV 일일 드라마 《비밀의 남자》 이후 5개월 만에 복귀하며, 《비밀과 거짓말》 이후 2년 반 만에 MBC 일일 드라마에 출연한다. 또한, 《신과의 약속》 이후 2년 5개월 만에 MBC 드라마에 출연한다. 또한, 《비밀의 남자》에서도 서준(이시강 분)의 어머니였지만, 《두 번째 남편》에서도 서준(신우겸 분)의 어머니를 연기한다.
- 최지연은 MBC 일일 드라마 《찬란한 내 인생》에서 박복희 역 (심이영)의 보조작가로 출연한데에 이어 두 번째로 MBC 일일 드라마에 출연한다.
- 엄현경, 차서원은 2019년 tvN 수목 드라마 《청일전자 미쓰리》 이후 1년 8개월 만에 재회한다.
- 이칸희와 성병숙은 MBC 아침 드라마 《훈장 오순남》 이후 3년 10개월 만에 재회한다.
- 이칸희와 오승아는 KBS 2TV TV소설 《그 여자의 바다》 이후 4년 만에 재회한다.
- 지수원은 KBS 2TV 일일 드라마 《우아한 모녀》에 이어 1년 5개월 만에 드라마에 출연한다.
- 정성모는 SBS 월화 드라마 《펜트하우스》 이후 8개월 만에 복귀한다.
- 엄현경과 김희정은 《비밀의 남자》 종영 이후 6개월 만에 재회한다.
- 오승아와 김희정은 MBC 일일 드라마 《비밀과 거짓말》 이후 2년 7개월 만에 재회한다.
- 강윤은 일일 드라마 처음으로 출연하는 작품이다.
- 엄현경과 차서원 (1991년)이 결혼전제로 연애를 한다고 공식발표했다. 극중에서도 두명은 결혼하는 장면이 나와 마치 현실이 되었다고 한다. 엄현경은 임신중이고 소속사측은 몇개월째인지는 사생활이라 못밝힌다고한다. 그러나 2023년 6월 5일(월)에 엄현경과 차서원이 각종 언론을 통해 내년 2024년 5월께, 차서원이 군 복무 마친 후 결혼한다고 밝혔다.